# آلپلرهورن
آلپلرهورن (به لاتین: Alpler Horn) یک کوه در سوئیس است که در کانتون آوری واقع شده‌است. آلپلرهورن ۲٬۳۸۰ متر بالاتر از سطح دریا واقع شده‌است.